# 西田天香
西田 天香（にしだ てんこう、1872年3月18日（明治5年2月10日） - 1968年（昭和43年）2月29日）は、滋賀県長浜市生まれの宗教家・社会事業家、政治家。一燈園の創始者。参議院議員。本名は市太郎。

## 生涯

### 一燈園前

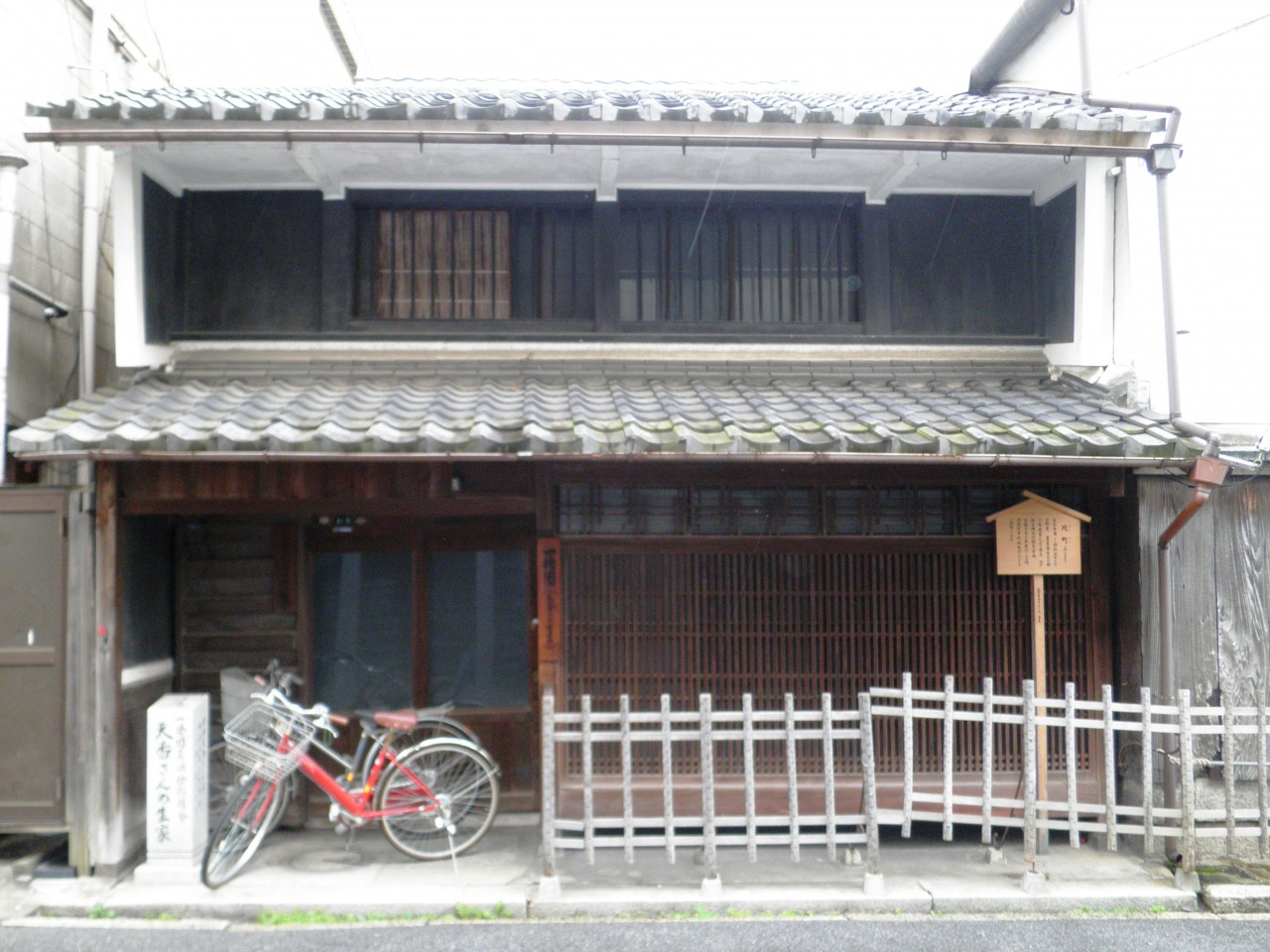
滋賀県長浜市の西田天香生家

明治5年（1872年） 滋賀県長浜の紙問屋「玉屋」に生まれる。杉蔭塾で杉本善朗氏から漢籍、珠算等を習う。また長浜キリスト教会の堀貞一牧師から西洋史、英語等を習う。
明治19年（1886年） 長浜旧開知学校高等科を卒業する。翌20年に義母を亡くす。
明治24年（1891年） 父、保三の死亡により家督を継ぐ。同年結婚。小川のぶ（15歳）と結婚。青年団の幹事長に選ばれその後、二宮尊徳の信奉者であった県知事の大越亨に見込まれる。
明治25年（1892年） 長男の保太郎（保香さん）誕生。北海道開拓のための合資会社「必成社」を設立。
明治26年（1893年）、地元の財界の後押しで、北海道空知郡栗沢村に開拓主監として入植、同29年（1896年）には北海道亜麻製線株式会社を設立するも不振や出資者と労働者との板挟みになり辞任、失意の中、左足中指を切り落とし、帰郷。

### 一燈園後
この頃、南禅寺の豊田毒潭、河野霧海、建仁寺の竹田黙雷に参禅し、下座行を知る。またトルストイ著の『わが宗教』に書いてある「生きようと思わば死ね」の言葉に感動。明治38年（1905年）4月26日、長浜八幡神社境内の愛染堂にて三日三晩の断食坐禅のあと、29日に赤児の泣声を聞き愛染堂で大悟する。そして天香は、無所有・下座・奉仕の新生涯に入る。
明治39年（1906年）天香は山科観修寺に家屋を預り、観修寺の天華香洞と称した。「天華香洞」とは常住路頭の天香さんからその「道」を聴こうと人々の集まる寄り合いの場所ともいえるもので、まだ鹿ケ谷の一燈園の建物もなく有縁の人達の家に集まったり、寺院に集まったり、天香さんを中心に人々の集まる場所を称したのである。また天香は「天華香洞」に因み「天香」と号す。そこに居住して托鉢の拠点とする。翌明治40年（1907年）になると綱島梁川が、西田天香の生活を論評、天香の名前が知識人の間で知られるようになる。
大正2年（1913年）、前妻のぶと離婚し、奥田かつ（西田照月）と結婚。京都鹿ヶ谷桜谷町に「一燈園」を支援者の喜捨により開設。思想家・綱島梁川の『一燈録』から命名した。そして一燈園には、和辻哲郎・徳富蘆花・安部能成・谷口雅春・倉田百三らも参座するようになる。
大正6年（1917年）、同園での体験を元にした倉田百三の『出家とその弟子』がベストセラーとなり、そして「親鸞のモデルは西田天香さんである」と語り、西田天香の名前が知られるようになった。
大正8年（1919年）、機関誌『光』の刊行を始め、「六万行願」を創設する。
大正10年（1921年）、自身の宗教的転回についてまとめた『懺悔の生活』（春秋社）がベストセラーとなる。
大正11年（1922年）、親類より引き継いだ田乃沢鉱山の経営資金問題が新聞沙汰となる。
大正12年（1923年）、11月、尾崎放哉が妻の馨と別れて京都鹿ヶ谷の一燈園に入るが、翌大正13年3月には一燈園を出て、浄土宗大本山知恩院の塔頭常称院の寺男となった。またこの年、京都烏丸頭に「燈影小塾」を開塾、婦女子の教育と宣光社活動（出版等）の拠点となる。
大正15年（1926年）、1年間アメリカを巡錫。
昭和2年（1927年）、満州に燈影荘を開荘。
昭和3年（1928年）、元八幡町長・西川庄六の喜捨により、山科一燈園（現、財団法人懺悔奉仕光泉林）を設立。
昭和5年（1930年）、光泉林内に「愛禅無怨堂」が献堂される。
昭和6年（1931年）、すわらじ劇園を始める。
昭和8年（1933年）、一燈園尋常小学校認可。「礼堂」献堂。
昭和13年（1938年）、滋賀県全域の六万行願。中国へ渡る。
昭和19年（1944年）、日本毛織加古川工場へ、産業報告托鉢に出かける。
昭和22年（1947年）、支援者の依頼で第1回参議院議員通常選挙に無所属で立候補し、当選。参議院議員となり、その後緑風会に参加。返上できなかった議員歳費を貯蓄し、そのまま国連協会・ユニセフに寄付した。
昭和28年（1953年）、参議院議員選挙に立候補するも落選。
昭和29年（1954年）、孫の多戈止（武）を後継当番に指名する。
昭和30年（1955年）、妻の西田照月さん帰光。
昭和32年（1957年）、北村西望作の天香さん夫妻の帰路頭姿の銅像が、建立される。
昭和42年（1967年）、長浜市の名誉市民第1号に推される
昭和43年（1968年）、帰光（死去）

## 天香 参禅の師
明治35年（1927年）天香30歳時に、それまでも度々提唱を聴かれていた南禅寺の豊田毒湛に相見し、参禅することが許された。その後、毒湛老師が妙心寺派管長に就任された後は、河野霧海に師事され厳しい鉄鎚を受けた。同時に毒湛老師はそのまま南禅寺塔頭の南陽院に住されていたので、引き続き豊田毒湛老師の教えも受けておられた。
天香は建仁寺の竹田黙雷老師の許へも熱心に通われ提唱を聴き、相見を許され、教えを受けておられる。また京都八幡の円福寺にもよく通われ見性宗般老師の提唱を聴き、相見を許され教えを受けられた。そして宗般老師から嗣法した山本玄峰老師は、この頃から天香さんと親しくされていて、三島龍澤寺へ入られた後も、幾人もの一燈園同人を受け入れて托鉢（一燈園では先様の求めに応じて奉仕で仕事をさせて頂く修行のことを托鉢という）をさせて下さった。 
天香は、自分よりずっとお若い山田無文老師との間も、肝胆相照らし、有無相通じておられるお二人であった。山田無文老師も、一燈園で禅宗の様式を採り入れたものが多くあり、朝晩に小学生も数多く経文を諳んじているのを感心されという。それから十年の間、毎月一回、一燈園を訪れて「維摩経」の講話を続けられた。

## 西田天香の実践思想
一燈園で長く西田天香に仕えた、元一燈園同人である石川洋が天香実践思想について、次のように語っている。
西田天香の一番大事な実践思想は次の3つ。
- 「無所有」ということ
- 「懺悔」ということ
- 「奉仕」ということ

今の現実の中で、私は無所有という言葉は、ただ物を持たないという、清貧という単純な意味じゃないと思っている。それは自分の物だと思わないこと。所有物ではなくて、西田天香は、『物は預かりもの』といわれた。『自分の子どもも自分の所有ではなくて、預かりものだ。だから、子どもも拝んで育てなさい」と述べられた。

## 生きてはいぬ
これは天香が帰光された後、山田無文老師の追悼の文面である。
天香さんのお写真の下に誌されてある言葉は、こうである。
『 迷うている間は 生きているといい また死ぬという
いま私は生きていぬ だから 死んで行くのではない 』
この言葉には、天香さんのお悟りがあると思う。それは懺悔奉仕という生活と出てくるもとの奥深い心境である。天香さんは、お若いころ南禅寺の毒湛老師について熱心に参禅されたそうだから、お悟りを開かれたに違いない。

## 倉田百三 出家とその弟子
倉田百三（1891年 - 1943年）が一燈園に入園していた期間は、大正4年（1915年）12月上旬から翌5年（1916年）1月中旬までの比較的短い間である。結核を患い、私生活にも迷いのある彼はとどまりきることが出来なかった。それでも約1月後には、一燈園近くに下宿をし、天香との心のつながりを持ち続けた。 その代表作の『出家とその弟子』は大正6年（1917年）に出版された。一燈園に保管されている、倉田百三から天香宛の手紙の中に『私は親鸞をあなたとは全く違った性格に描きました。非常に否定的な天才に書きました。』と記している。

## 家族
- 長男 - 西田保太郎（保香、1892年 - 1933年）
  - 長男 - 西田多戈止（1931年 - ）
- 次男 - 西田理一郎（透石、1902年 - 1922年）

## 六万行願
以下の6つの行をそれぞれ1万回結縁する。
1. 礼拝 - おがませてもらう
2. 清潔 - 不浄の掃除
3. 弁事 - 何なりと弁ずる
4. 慰撫 - 撫でさせてもらう
5. 懺悔 - あやまらせてもらう
6. 行乞 - 頂かせてもらう

## 著書
- 『懺悔の生活』（春秋社、1921年）
- 『托鉢行願』（春陽堂、1922年）
- 『近代文化と一灯園』（回光社、1925年）
- 『黎明のさゝやき』（回光社、1926年）
- 『〇』（中外出版、1926年）
- 『亜米利加をのぞいてきて』（回光社、1929年）
- 『白日に語る 一灯園から見た社会問題』（回光社、1930年）
- 『黎明のさゝやき』（回光社、1930年）
- 『一灯無尽 一灯園夏の集り講話』（回光社、1932年）
- 『一灯園と維摩経 一灯園夏の集り講話』（回光社、1933年）
- 『こゝろの屑籠』（回光社、1934年）
- 『下坐の生活』（洛南教苑出版部、1934年）
- 『思ひ出』（回光社、1935年）
- 『不二の生活 一灯園から見た維摩経』（回光社、1935年）
- 『幸福なる者 キリスト山上の垂訓講話』（同光社、1936年）
- 『光明祈願』（回光社、1937年）
- 『祭政一致と光の生活』（回光社、1939年）
- 『拝みあひの生活』（回光社、1939年）
- 『箒のあと』（回光社、1941年）
- 『真文化への門』（回光社、1947年）
- 『地涌の生活 一燈園生活五十年の回顧』（一灯園出版部、1959年）
  - 『九十年の回顧』（一灯園出版部、1962年）
  - 『西田天香選集』全5巻（春秋社、1967-1971年）
- 『愛染堂の三日間』（一燈園出版部、1995年）
- 『大震災に当って 天香さんに学ぶ』（一燈園出版部、1995年）
- 『一事実 天華香洞録抄』（一燈園出版部、1996年）
- 『天華香洞録』全6巻・別巻1（一燈園生活創始百周年記念「天華香洞録刊行会」、2004年）

## 伝記
- 『一燈園 西田天香の生涯』（三浦隆夫著、春秋社、1999年）
- 『西田天香 この心この身このくらし』（宮田昌明著、ミネルヴァ書房、2008年）
- 『西田天香のコトバ-西田天香展』（山崎弁栄記念館、2015年）

## 西田天香展
- 2015年、山崎弁栄記念館において「西田天香のコトバ - 西田天香展」開催